# Кубок генерала Харингтона
Кубок генерала Харингтона (тур. General Harington Kupası, англ. General Harington Cup) — футбольный трофей, разыгранный 29 июня 1923 года в матче между турецким «Фенербахче» и командой, собранной генералом Чарльзом Харингтоном из британских солдат и профессиональных игроков. Игра, состоявшаяся в Стамбуле незадолго до вывода войск Великобритании из города, закончилась победой «Фенербахче» со счётом 2:1.

## История
В конце Первой мировой войны земли Османской империи были захвачены войсками стран Антанты — Италии, Франции, Греции и Великобритании. 13 ноября 1918 года британские военные вслед за французами официально вторглись в Стамбул. Во время оккупации города британцы часто устраивали футбольные матчи с местными командами — во многих из них принимал участие местный «Фенербахче» (41 победа, 4 ничьи, 5 поражений).
Перед выводом оккупационных сил из Стамбула по инициативе командующего Чарльза Харингтона в местных газетах было опубликовано объявление с приглашением турецким клубам принять участие в футбольном матче, победитель которого получит в награду специальный кубок, который представлял собой серебряную чашу высотой более метра, с выгравированным на ней именем генерала. Было также указанно, что клуб согласившийся сыграть в этом поединке, может усилиться любыми игроками. Единственным клубом, откликнувшимся на вызов, стал «Фенербахче», который заявил, что будет играть своим составом.
Соперником турецкого клуба стала команда «Колдстримской гвардии», усиленная футболистами из сборных других подразделений и четырьмя профессиональными игроками, включая будущего нападающего «Челси» Вилли Фергюсона. Матч состоялся 29 июня 1923 года на стадионе «Таксим» при переполненных трибунах, генерал Харингтон наблюдал за ним вместе с губернатором Мальты Гербертом Плюмером. По ходу поединка «Фенербахче» уступал сопернику, однако во втором тайме нападающий Зеки Риза Спорель забил два мяча и принес победу своему клубу. Болельщики на своих плечах вынесли игроков «Фенербахче» со стадиона.
Глава турецкой делегации на Лозаннской конференции, которая проходила в день игры, Исмет Инёню, узнав о победе турецкого клуба отправил поздравительную телеграмму «Фенербахче».
В 2018 году турецкий режиссёр Мурат Чекер объявил о том, что будет снимать художественный фильм «Фенербахче и война за независимость», основой сюжета которого станет матч за «Кубок генерала Харингтона».

## Матч
| 29 июня 1923 17:30 UTC+2:00 | \| Фенербахче \| 2:1 \| Колдстримская гвардия \| \| Зеки Риза Спорель 60′, 74′ \| Голы \| 30′ Вилли Фергюсон \| | Таксим, Стамбул       |
| Фенербахче                  | 2:1 | Колдстримская гвардия |
| Зеки Риза Спорель 60′, 74′  | Голы | 30′ Вилли Фергюсон    |

| Фенербахче:          |    |                          |
|                      |    |                          |
| Вр                   | 1  | Шекып Кулаксизоглу       |
| Защ                  |    | Хасан Камиль Спорель (к) |
| Защ                  |    | Джафер Чагатай           |
| Защ                  |    | Кадри Гёктулга           |
| ПЗ                   |    | Исмет Улуг               |
| ПЗ                   |    | Фахир Еничай             |
| ПЗ                   |    | Сабих Арджа              |
| ПЗ                   |    | Алаатин Байдар           |
| Нап                  | 10 | Зеки Риза Спорель        |
| Нап                  |    | Омер Таньери             |
| Нап                  |    | Бедри Гюрсой             |
| Тренер:              |    |                          |
| Мустафа Элькапитзаде |    |                          |

| Колдстримская гвардия: |   |                     |
|                        |   |                     |
| Вр                     | 1 | Флаг Великобритании |
| Защ                    |   | Флаг Великобритании |
| Защ                    |   | Флаг Великобритании |
| ПЗ                     |   | Вилли Фергюсон      |
| ПЗ                     |   | Флаг Великобритании |
| ПЗ                     |   | Флаг Великобритании |
| Нап                    |   | Флаг Великобритании |
| Нап                    |   | Флаг Великобритании |
| Нап                    |   | Флаг Великобритании |
| Нап                    |   | Флаг Великобритании |
| Нап                    |   | Флаг Великобритании |
| Тренер:                |   |                     |
| Флаг Великобритании    |   |                     |